# Bactrophora mirabilis
Bactrophora mirabilis is een rechtvleugelig insect uit de familie Romaleidae. De wetenschappelijke naam van deze soort is voor het eerst geldig gepubliceerd in 1905 door Bruner.